# Česká vysokohmotnostní mince

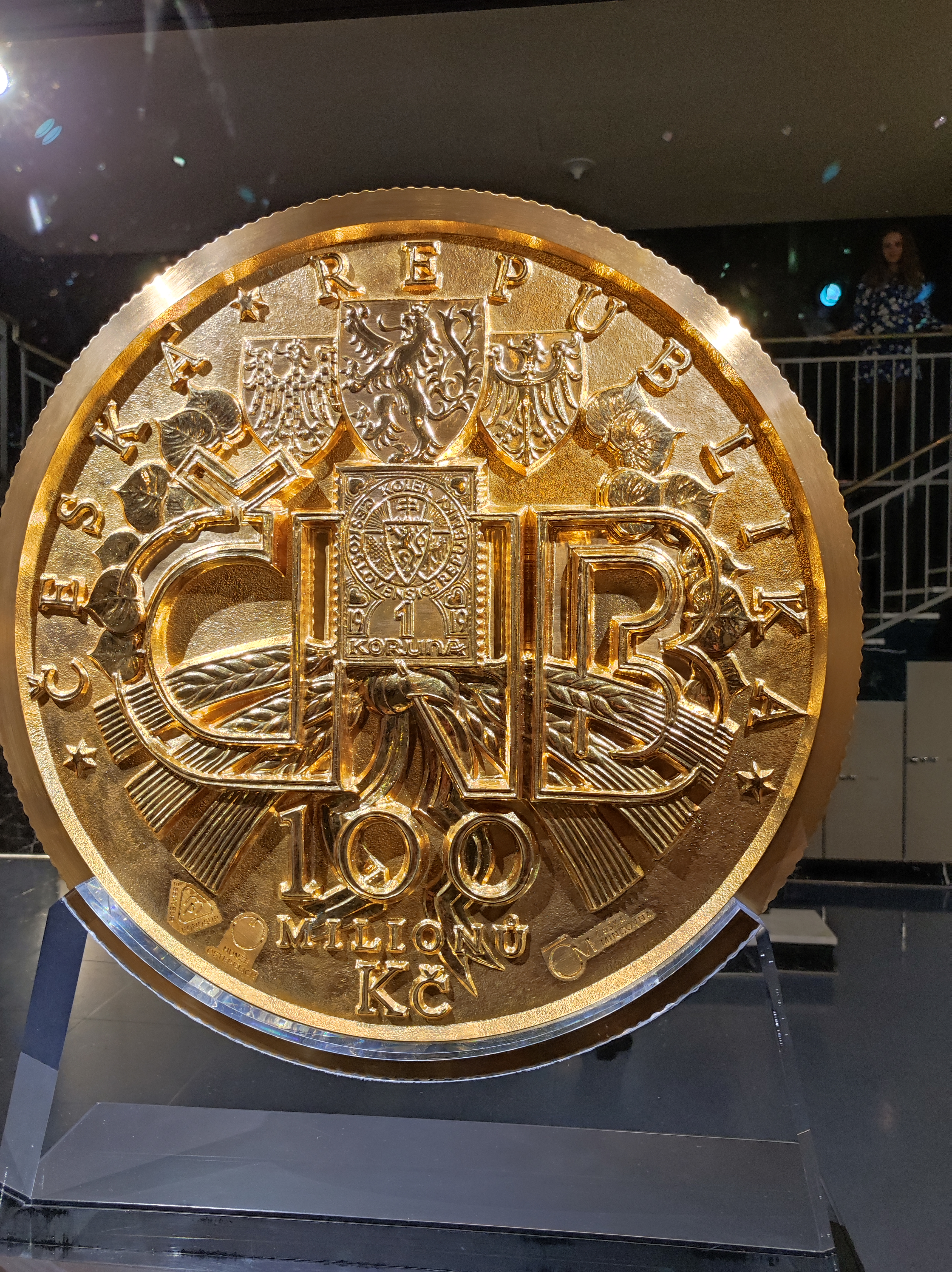
Česká vysokohmotnostní mince (lícová strana) ve vitríně stálé expozice ČNB

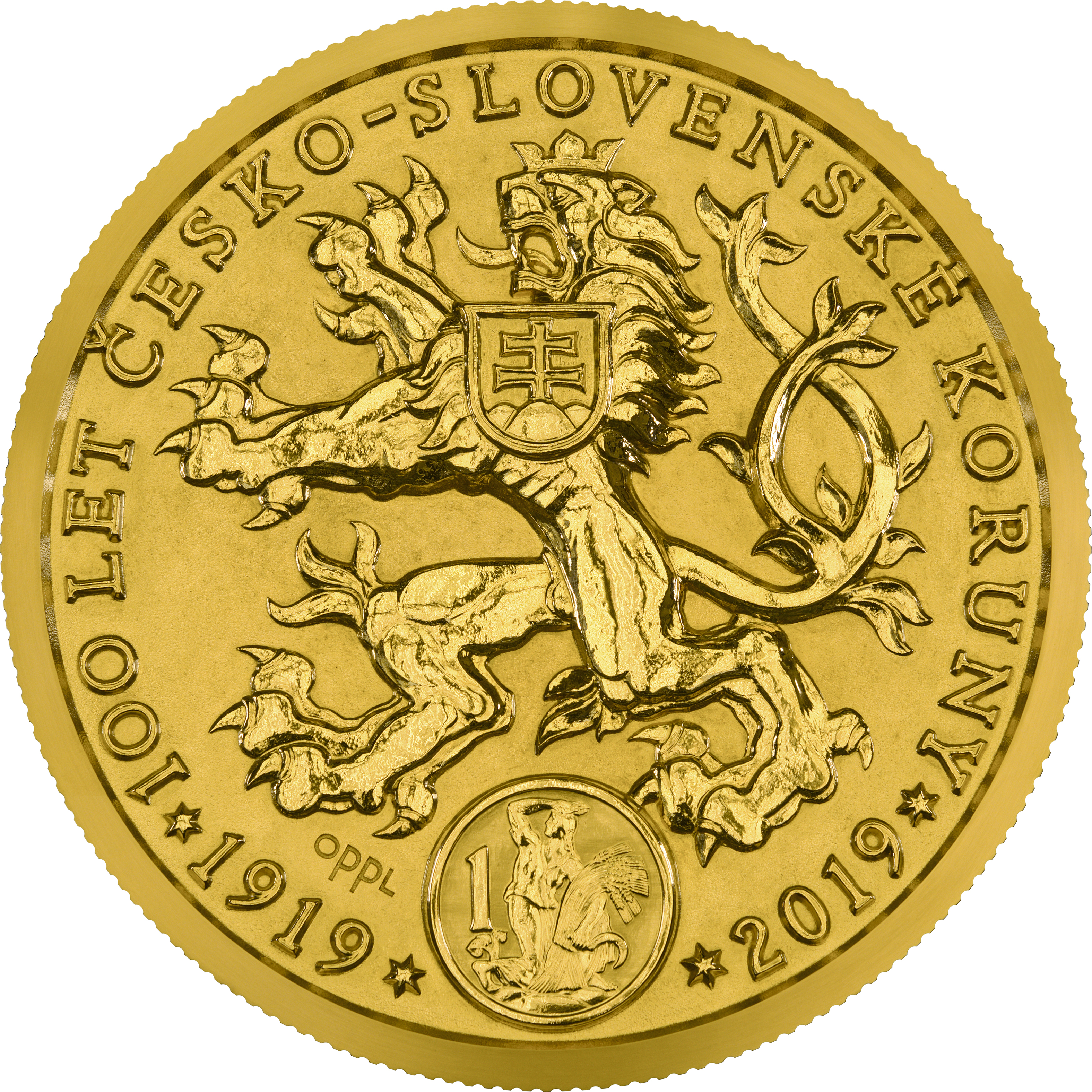
Česká vysokohmotnostní mince (rubová strana); foto: ČNB

Česká vysokohmotnostní mince je (k lednu roku 2019) největší zlatou mincí v Evropské unii a druhou největší zlatou mincí na světě. Mince o nominální hodnotě 100 milionů korun českých byla vyrobena ke 100. výročí vzniku československé koruny ČNB ji nechala vyrobit ze svých vlastních zásob zlata. Mince byla vystavena v prostorách Císařské konírny Pražského hradu na výstavě „100 let česko-slovenské koruny“. Zhotovení zlaté mince bylo svěřeno České mincovně, která zvítězila ve výběrovém řízení. Během podzimu roku 2018 vznikl ve švýcarské firmě Metalor  vlastní polotovar mince. Tento odlitek z téměř ryzího zlata (Au 999,9) měl hmotnost asi 260 kg (zhruba dvojnásobek hmotnosti cílové mince) a o něco větší průměr než cílová mince. Ve vídeňské mincovně Münze Österreich proběhlo frézování zlatého odlitku do konečné podoby mince. Reliéfy na obou stranách mince navrhl akademický sochař a medailér Vladimír Oppl. Na lícní straně je zrod české koruny symbolizován bankovkovým kolkem z roku 1919 a současnost je zde připomenuta logem České národní banky. Na rubové straně se nachází český lev se slovenským srdečním štítem a rubový motiv nejznámější (první) československé jednokorunové mince z roku 1922. Konečnou podobu získala vysokohmotnostní mince v České mincovně v Jablonci nad Nisou.

## Technické parametry mince
- Nominální hodnota v Kč: 100 000 000[5]
- Autor: akademický sochař Vladimír Oppl[5]
- Složení mincovního kovu (materiál):  Au 999,9[5]
- Průměr v mm: 535[5][1]
- Síla v mm: 48[5]
- Hmotnost v kg: 130[5][1]
- Provedení: běžná kvalita[5]
- Hrana: vroubkovaná[5]
- Náklad: 1 kus[5]
- Emise: 31. ledna 2019[5]
- Mincovny: Münze Österreich AG (Vídeň); Česká mincovna, a.s. (Jablonec nad Nisou)[5]
- Spolupráce: švýcarská společnost Metalor Technologies SA v Marinu